# Озёрское муниципальное образование (Озинский район)
Озёрское муниципальное образование — муниципальное образование в составе Озинского района Саратовской области. Административный центр — посёлок Синегорский. На территории поселения находятся 2 населённых пункта — 1 посёлок, 1 хутор .

## Населённые пункты
- посёлок Синегорский — административный центр;
- хутор Восточный;

Главой поселения является Вишневская Елена Петровна.